# Thiên vấn 1
Thiên vấn 1 (tiếng Hoa: 天问一号) là chương trình đi Sao Hoả của Cục Vũ trụ quốc gia Trung Quốc (CVQTQ) bằng thuyền bay vũ trụ, bao gồm một máy quỹ đạo, một máy chụp ảnh, một máy đổ bộ và một xe thăm dò. Ngày 23 tháng 7 năm 2020, phi thuyền được phóng thành công từ Bệ phóng thuyền bay vũ trụ Văn Xương bằng hỏa tiễn vận tải hình nặng Trường Chinh 5 và hiện tại đang đến sao Hỏa, đã đi được 29,4 triệu km đến ngày 9 tháng 10 năm 2020. Đến nay, Thiên vấn 1 đã hiệu chỉnh được quỹ đạo hai lần và tự chẩn đoán nhiều thiết bị. Nhiệm vụ của Thiên vấn 1 là tìm tòi bằng chứng về sự sống cả hiện tại lẫn quá khứ trên sao Hỏa và đánh giá môi trường của hành tinh. Nếu thuyền đổ bộ được sao Hỏa thì Trung Quốc sẽ trở thành nước thứ hai làm được như vậy sau Hoa Kỳ.
Sau bảy tháng di chuyển, nó đi vào quỹ đạo xung quanh sao Hỏa vào ngày 10 tháng 2 năm 2021. Trong ba tháng tiếp theo, tàu thăm dò không gian đã nghiên cứu các địa điểm hạ cánh mục tiêu từ quỹ đạo trinh sát. Vào ngày 14 tháng 5 năm 2021, tàu đổ bộ đã hạ cánh thành công trên sao Hỏa. Với vụ hạ cánh trên sao Hỏa này, Trung Quốc trở thành quốc gia thứ hai hạ cánh mềm thành công trên sao Hỏa và thiết lập liên lạc từ bề mặt sao Hỏa, sau Liên Xô và Hoa Kỳ.  
Nếu việc triển khai tàu tự hành trên sao Hỏa cũng thành công, Trung Quốc sẽ trở thành quốc gia thứ hai đạt được thành tích này, sau Hoa Kỳ, và quốc gia đầu tiên lên quỹ đạo, hạ cánh và thả một chiếc máy bay trong sứ mệnh đầu tiên đến sao Hỏa.

## Tổng quan

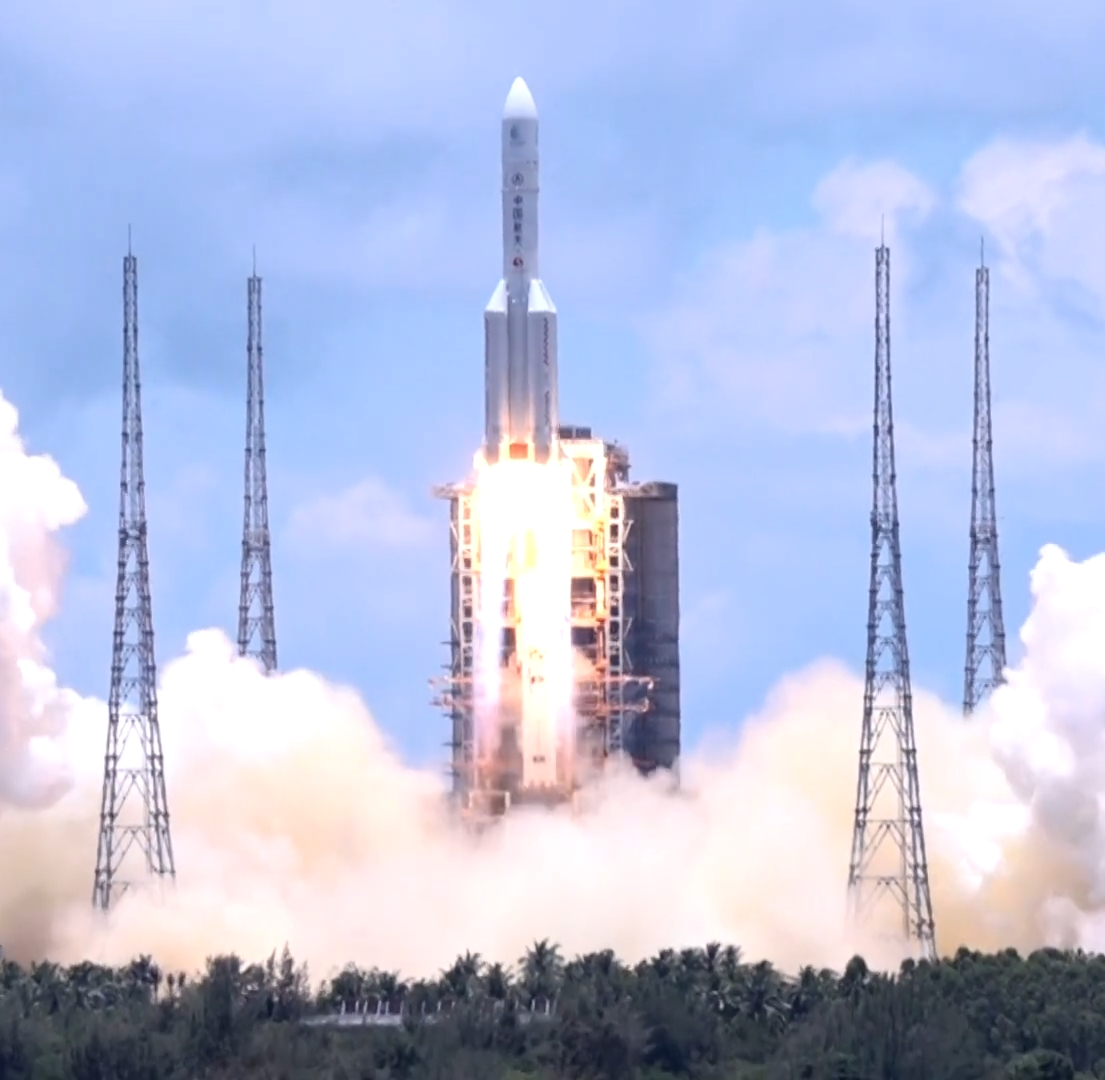
Thiên vấn 1 phóng - ngày 23 tháng 7 năm 2020, 04:41:15 UTC

## Quá trình

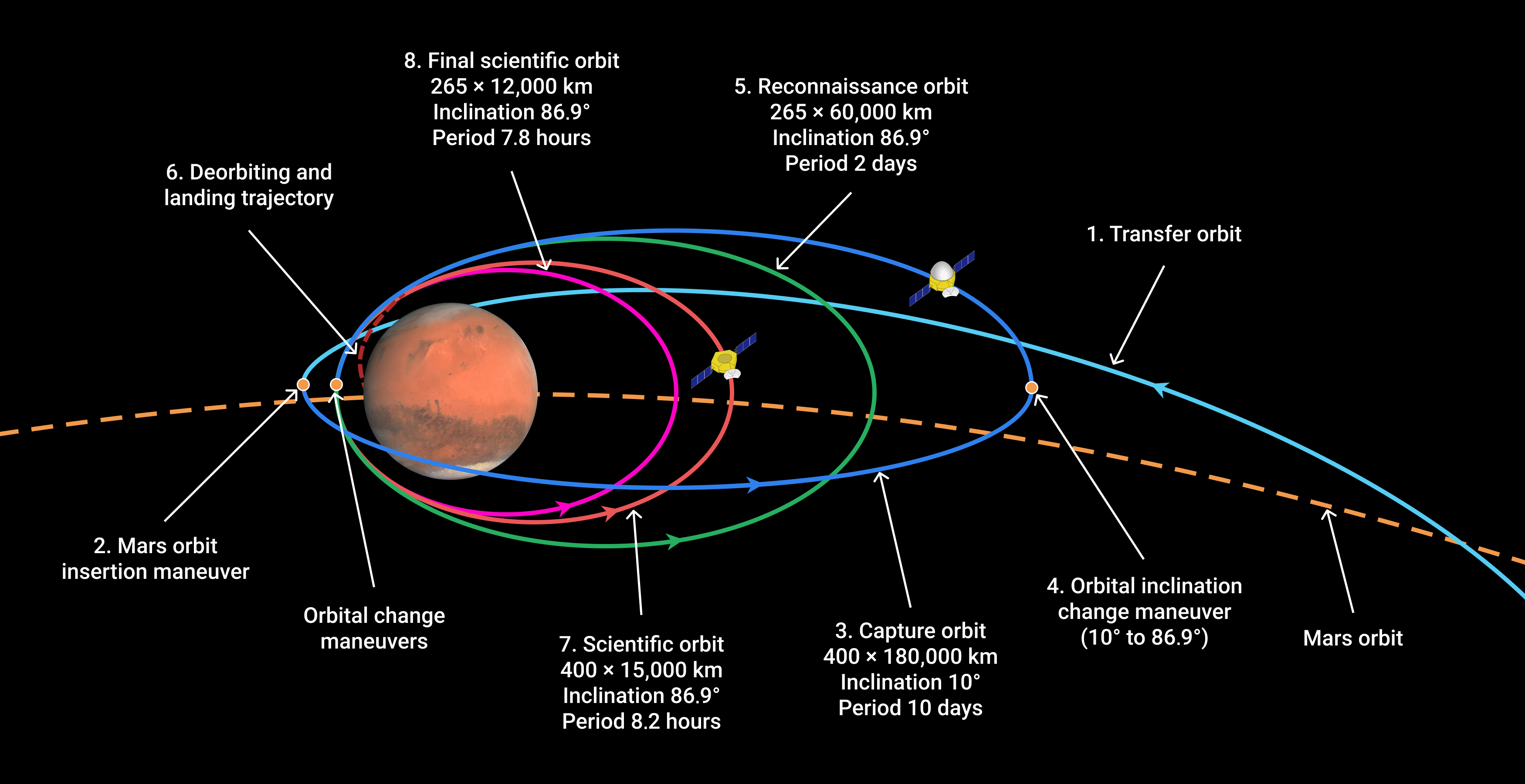
Quỹ đạo dự tính ở Sao Hỏa.

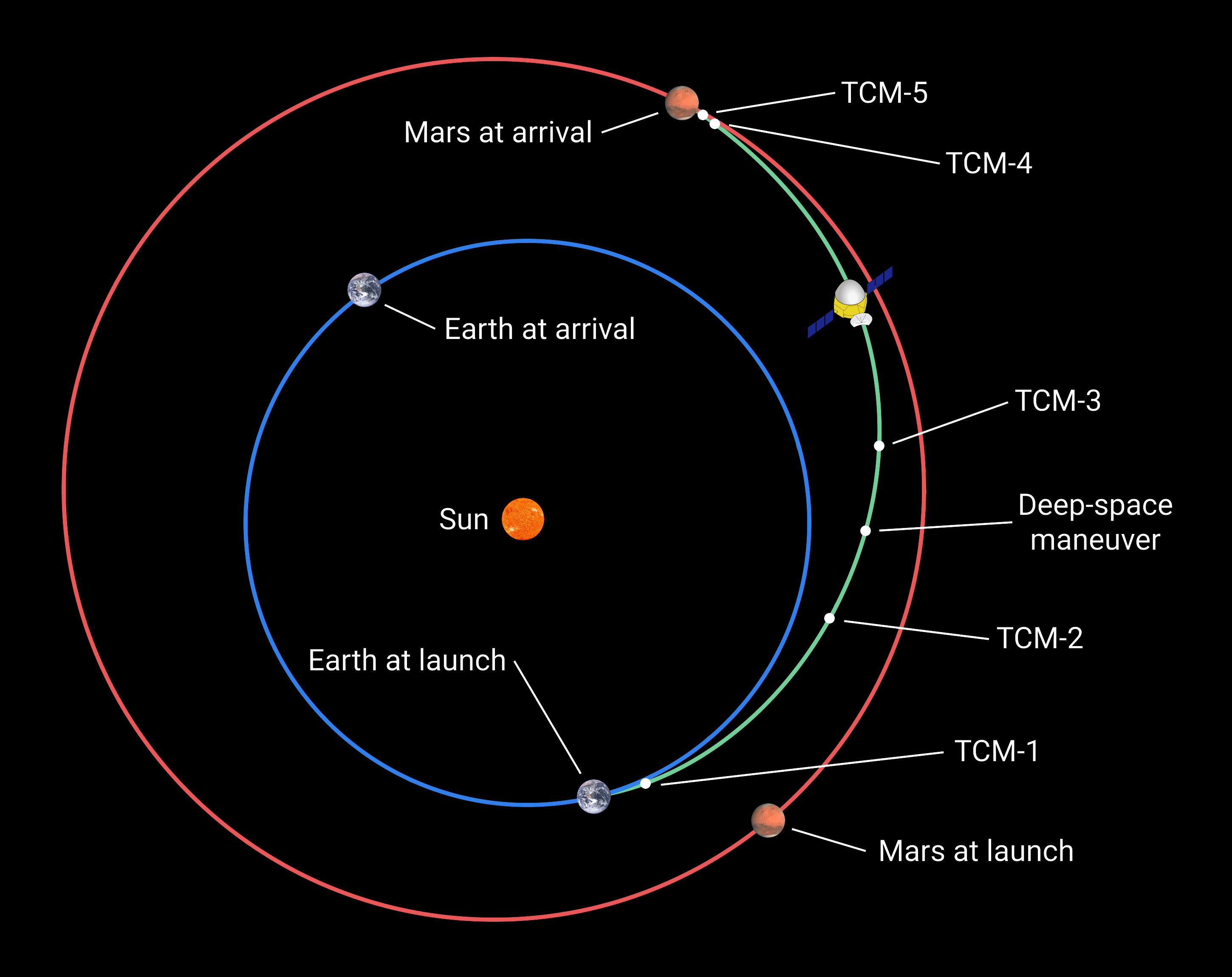
Quỹ đạo chuyển hành tinh và động tác hiệu chỉnh quỹ đạo của Thiên vấn 1.

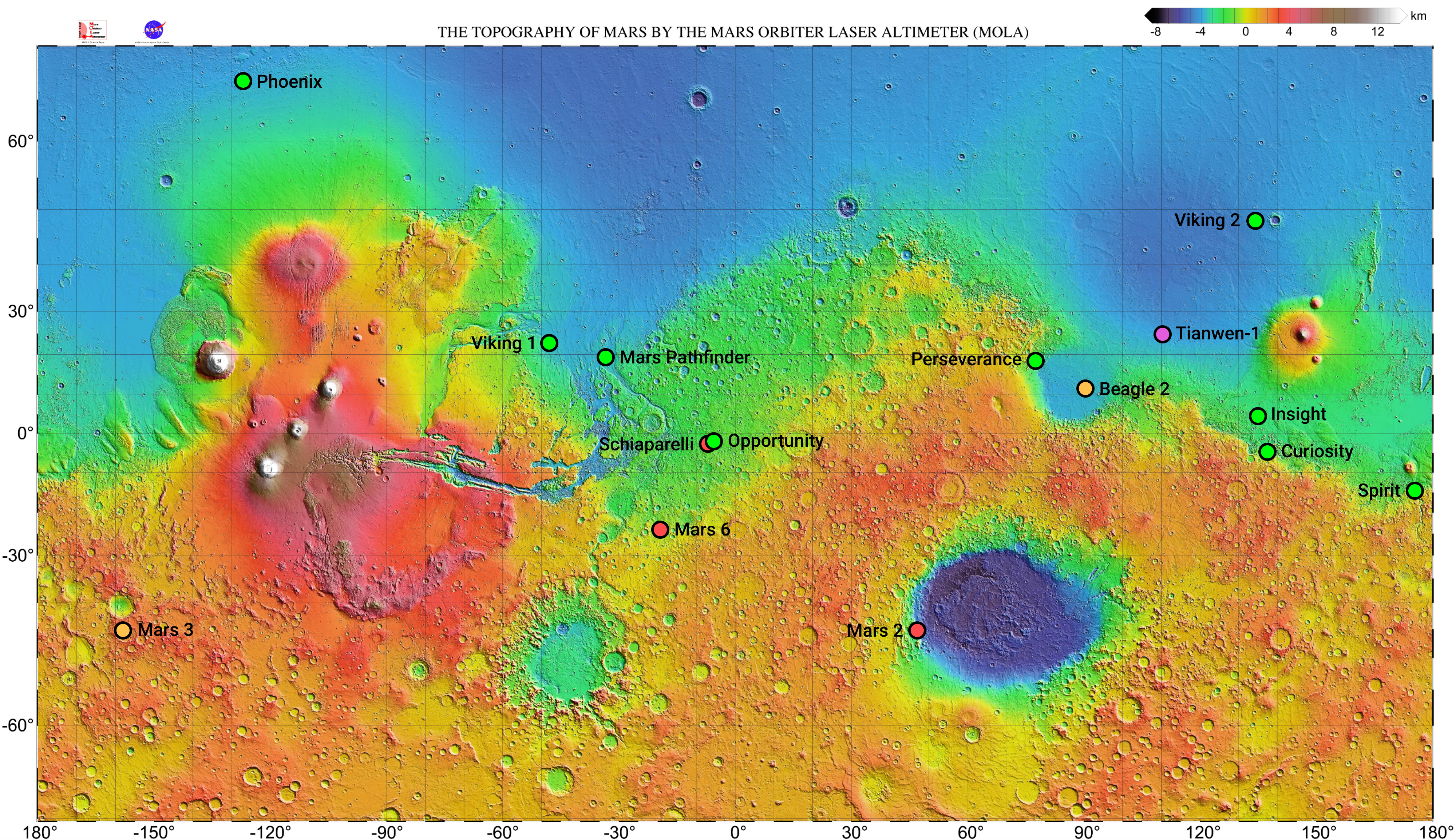
Bản đồ địa hình Sao Hỏa, có hai địa điểm đổ bộ có thể của Thiên vấn 1, và chỗ đổ bộ của các thuyền trước.

## Khí cụ khoa học

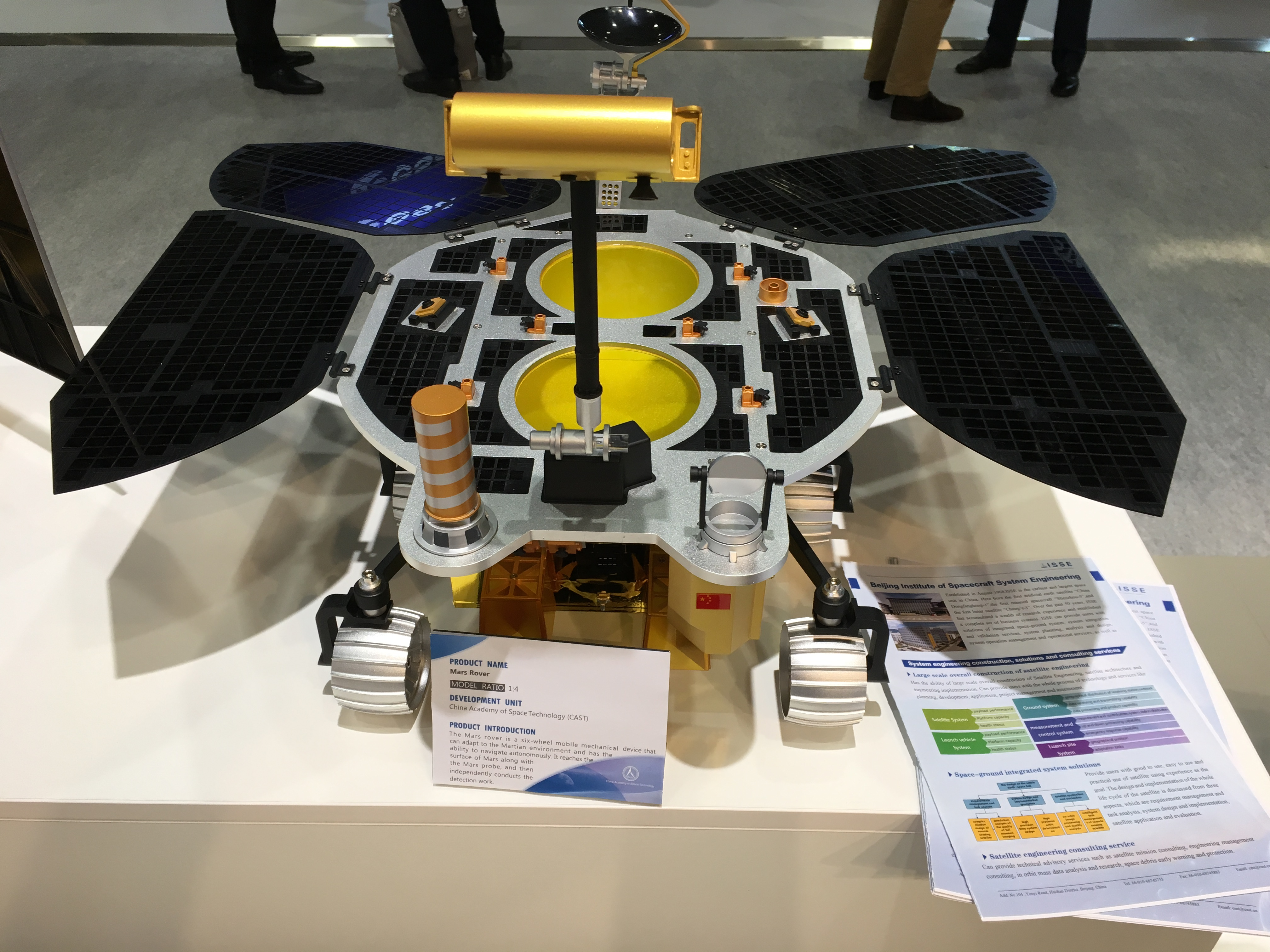
Mẫu của xe thăm dò ở Đại hội Hàng không vũ trụ Quốc tế lần thứ 69